# Skarn

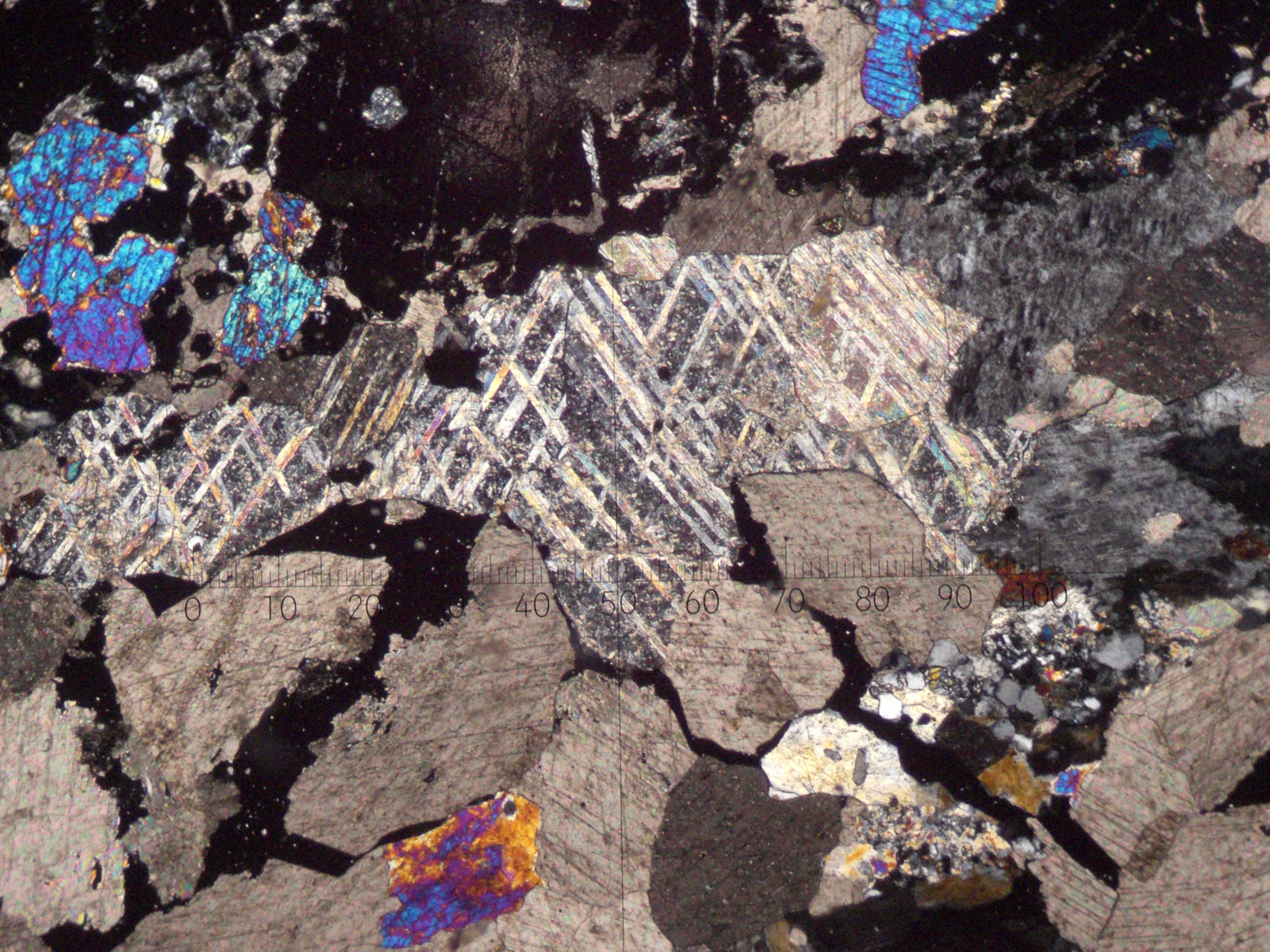
Skarn vist a través d'un microscopi de llum polaritzada.

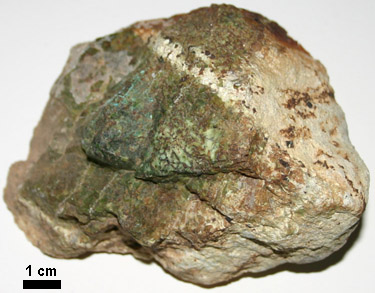
Skarn amb serpentinita procedent de Utah

Skarn és una roca o zona metamorfizada al voltant d'una intrusió ígnia que es caracteritza per consistir en una roca carbonatada amb minerals producte de metasomatisme. El nom prové del suec, i en el seu sentit original es refereix estrictament a una associació de granat càlcic, piroxè, amfíbol i epidota, que caracteritzen els dipòsits minerals de magnetita i calcopirita a Suècia. Les intrusions associades al skarn són comunament de composició diorítica o granítica.